# Krzysztof Barański (matematyk)
Krzysztof Barański – polski matematyk, profesor doktor habilitowany nauk matematycznych. Specjalizuje się w układach dynamicznych. Profesor nadzwyczajny w Instytucie Matematyki Wydziału Matematyki, Informatyki i Mechaniki Uniwersytetu Warszawskiego (Zakład Układów Dynamicznych) oraz pracownik naukowy Instytutu Matematycznego PAN. 

## Życiorys
Studia matematyczne ukończył na Uniwersytecie Warszawskim, gdzie następnie został zatrudniony i zdobywał kolejne awanse akademickie. Stopień doktorski uzyskał w 1998 na podstawie pracy pt. Iteracje przekształceń wymiernych: egzotyczne obszary Fatou i ich bifurkacje, przygotowanej pod kierunkiem prof. Feliksa Przytyckiego. Habilitował się w 2009 na podstawie oceny dorobku naukowego i rozprawy pt. Geometria zbiorów niezmienniczych w układach dynamicznych. W 2021 uzyskał tytuł profesora. Członek Polskiego Towarzystwa Matematycznego.
Swoje prace publikował w takich czasopismach jak m.in. „Nonlinearity”, „Ergodic Theory and Dynamical Systems”, „Advances in Mathematics”, „Inventiones Mathematicae”, „Communications in Mathematical Physics” oraz „Transactions of the American Mathematical Society”.
W 1992 otrzymał I nagrodę w konkursie im. Józefa Marcinkiewicza na najlepszą pracę studencką z matematyki.